# Pierre Louis Moreau de Maupertuis

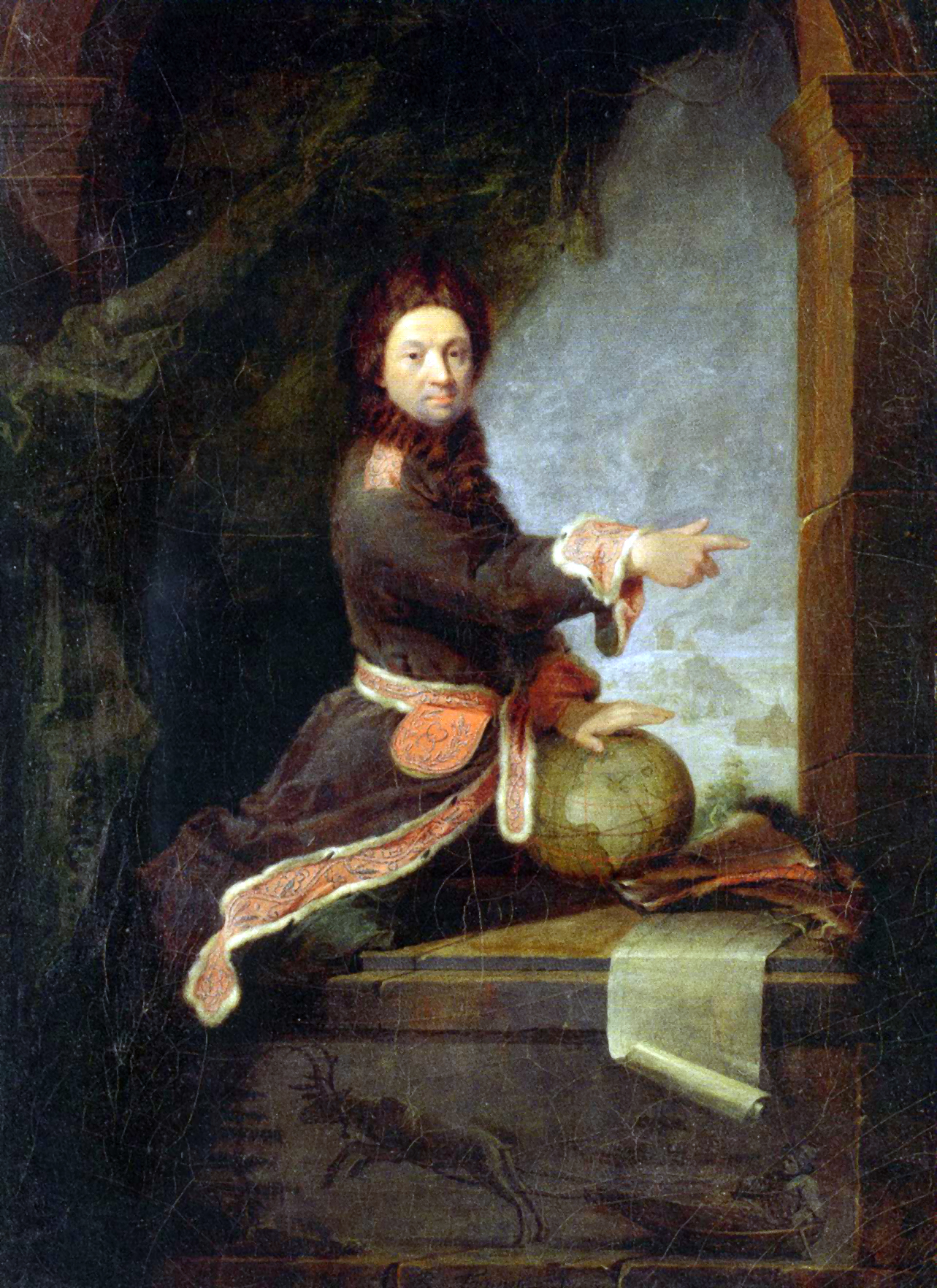
Porträt von Moreau de Maupertuis. Gemälde von Robert Tournières (1667–1752)

Pierre Louis Moreau de Maupertuis (* 28. September 1698 in Saint-Jouan-des-Guérets (Saint-Malo); † 27. Juli 1759 in Basel) war ein französischer Mathematiker, Geodät, Astronom, Naturforscher und Philosoph, der das Prinzip der kleinsten Wirkung entdeckte. Einige seiner Schriften erschienen unter dem Pseudonym Dr. Baumann.

## Leben
Er war der Sohn des Marineoffiziers, capitaine malouin und Deputierten beim Conseil royal de commerce René Moreau de Maupertuis (1664–1746), seine Mutter war Jeanne-Eugénie Baudran (1672–1724).
Maupertuis besuchte ab 1714 das Collège de la Marche in Paris, wo er Philosophie studierte, kehrte 1716 auf Wunsch seiner Mutter nach Saint-Malo zurück, wo er sich ab 1717 mit dem Studium der Musik befasste und sein Interesse für Mathematik erwachte. Im Alter von 20 Jahren trat Maupertuis in Lille als Musketier-Leutnant in die Armee ein und wurde später Kavallerie-Hauptmann und diente dort fünf Jahre lang. In seiner freien Zeit studierte er Mathematik. 1722 ging er nach Paris und schloss sich Intellektuellenkreisen an, unter anderem war er mit Marivaux befreundet.
1723 wurde er 25-jährig in die französische Académie des sciences aufgenommen und später im Jahre 1725 ordentliches Mitglied dieser Pariser Akademie der Wissenschaften. In diesen Jahren wurde er dort mit der 1723 von der Akademie angenommenen Arbeit Sur la forme des instruments de musique (1724) promoviert. In seiner ersten Arbeit beschäftigte er sich mit dem Zusammenhang von musikalischer Akustik und der Form der Instrumente. Er veröffentlichte über Mathematik und Biologie (zum Beispiel den Salamander). 1728 reiste er nach London und wurde dort zum Mitglied der Royal Society gewählt. 1729/30 war er in Basel, wo er bei einem der damals führenden kontinentaleuropäischen Mathematiker, Johann I Bernoulli, studierte. Insbesondere studierte er Isaac Newtons Principia und dessen Gravitationstheorie. Er wurde zu einem heftigen Befürworter dieser Theorie, der damals als einer scheinbar unerklärlichen Fernwirkungstheorie auf dem Kontinent (auch von den Bernoullis) zugunsten der Theorie von Descartes überwiegend skeptisch begegnet wurde. Unter anderem glaubte man in Frankreich aus der Vermessung des Landes eine der Newtonsche Theorie zuwiderlaufende Form der Erde ableiten zu können – eine Verlängerung zu den Polen hin statt, wie Newton vorhersagte, eine Abplattung. Um dies zu überprüfen, waren geodätische Messungen in weiter entfernt gelegenen Gebieten nötig.
1736 führt er eine Expedition im Auftrag König Ludwig XV. nach Lappland, um dort den Abstand zweier Breitengrade zu vermessen. Zeitgleich mit einer zweiten Gruppe im heutigen Ecuador (Pierre Bouguer, Charles Marie de La Condamine, Louis Godin) sollte dabei eine genaue Gradmessung eines langen Meridianbogens vorgenommen werden, um aus den Unterschieden im Krümmungsradius der Erde ihre Größe und Form zu bestimmen. Die Messungen beider Gruppen bestätigten die newtonsche Theorie der Polabplattung. Auf seine wissenschaftliche Leistung unter den schwierigen Verhältnissen war Maupertuis so stolz, dass er in der Folge oft die Tracht der Lappen trug.
1740 lud ihn Friedrich der Große auf Empfehlung von Voltaire nach Berlin ein, um ihm die Leitung der Preußischen Akademie der Wissenschaften zu übertragen. Da Friedrich jedoch mit militärischen Fragen beschäftigt war, begleitete Maupertuis ihn und geriet während der Schlacht bei Mollwitz in österreichische Gefangenschaft, wurde nach Wien gebracht, dort allerdings freundlich behandelt und bald auf Anweisung Maria Theresias freigelassen. Er kehrte zunächst nach Berlin, schon im Juni 1741 aber nach Paris zurück, um das Ende des Zweiten Schlesischen Kriegs abzuwarten.
Er wurde zunächst stellvertretender Leiter der Académie des sciences, im Jahr darauf ihr Leiter. Am 27. Juni 1743 wurde er in die Académie française aufgenommen. Im Herbst 1744 reiste Maupertuis nach Basel, dann wieder nach Berlin, wo er von Friedrich bedrängt wurde, seine Akademie zu leiten. Dort heiratete er am 25. August 1745 Eleonore von Borcke, eine Verwandte des Staatskanzlers und Tochter des Generals Friedrich Wilhelm von Borcke und der Freiin Margarete von Mardefeld.
Am 12. Mai 1746 wurde Maupertuis offiziell zum Präsidenten der Berliner Akademie ernannt. 1748 erwirkte er beim König Asyl für den in Frankreich und den Niederlanden verfolgten Arzt und Philosophen Julien Offray de La Mettrie, der radikal atheistische Schriften veröffentlicht hatte; Friedrich machte ihn zu seinem Vorleser in Sanssouci und zum Akademiemitglied.

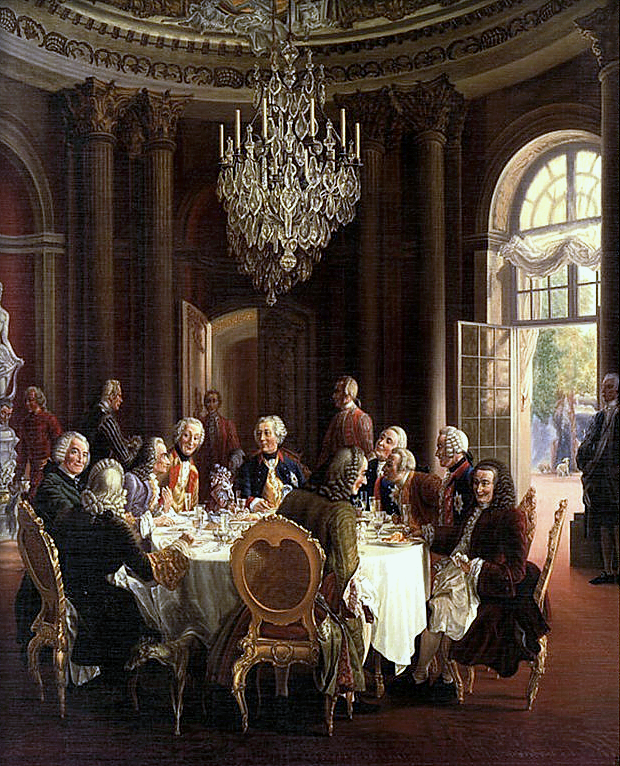
„König Friedrichs II. Tafelrunde in Sanssouci“, Gemälde Adolph von Menzels, 1850

Maupertuis geriet aber bald in verschiedene Querelen, unter anderem weil er kaum Deutsch konnte. Eine der Querelen wurde ausgelöst von Johann Samuel König, der Maupertuis’ Werk über Lappland übersetzt hatte. Er warf Maupertuis vor, das von ihm in seinem Essai de cosmologie 1750 formulierte „Prinzip der kleinsten Wirkung“ stamme von Leibniz. Als der Akademiepräsident dies ungeschickt bestritt, wurde er von Voltaire, der seit Juli 1750 in Berlin und Potsdam lebte und Mitglied der von Maupertuis geleiteten Akademie war, mit dem anonym veröffentlichten Pamphlet Diatribe du Docteur Akakia attackiert. Friedrich II. hielt zu Maupertuis und verlieh ihm 1750 den an sich nur für kriegerische Leistungen gestifteten preußischen Orden Pour le Mérite, der sehr selten an Zivilpersonen vergeben wurde. 1752 erklärte die von Maupertuis geleitete Akademie den Brief Leibniz‘ für apokryph und zieh Johann Samuel König der Fälschung. Als Maupertuis im selben Jahr die Lettres sur des sujets divers veröffentlichte, lösten einige darin enthaltene krude Ideen allgemeinen Spott aus, an dem sich auch Friedrich mit einem Pamphlet beteiligte. Voltaire und Maupertuis wetteiferten allabendlich an der Tafelrunde des Königs um dessen Gunst, was in eine scharfe Rivalität ausartete. Im September 1752 veröffentlichte Voltaire anonym die Réponse d'un académien de Berlin à un académien de Paris, in der er Maupertuis vorwarf, er tyrannisiere und entehre die Akademie. Friedrich griff nun selbst zur Feder und nahm seinen Akademiepräsidenten in Schutz. Er nahm Voltaire das Versprechen ab, den Akakia nicht nochmals drucken zu lassen und auch sonst nichts mehr gegen Maupertuis zu schreiben. Voltaire hatte sich bereits 1751 den Unmut des Königs zugezogen, als er sich mit dem Berliner Schutzjuden Hirschel in einen Betrugsprozess verstrickte. 1752 ließ Voltaire heimlich eine zweite Auflage des Akakia in Leipzig drucken, die Friedrich im Dezember 1752 in einem Autodafé vom Berliner Henker öffentlich verbrennen ließ. Voltaire schickte ihm im Januar 1753 den Kammerherrenschlüssel und seine Orden zurück und reiste Ende März nach Sachsen ab, vorgeblich zu einer Kur und mit dem Versprechen zurückzukommen, was er aber nicht tat. In Leipzig veröffentlichte er zwei weitere Broschüren gegen Maupertuis und einen Brief Maupertuis’, den er durch eine „kleine Korrektur“ zum Drohbrief entstellt hatte. Im April schrieb ihm der König einen verärgerten Brief. Maupertuis nahm im Sommer 1753 seinen Abschied als Akademiepräsident und reiste nach Paris, Nachfolger wurde der Marquis d’Argens. Friedrich schrieb an Maupertuis: „Ich nehme an, daß Sie jetzt recht glücklich sind, fern von dem Gezänk und den Akakias… Was für einen Wirbel ein Narr in einer Gesellschaft verursachen kann! Ich vermisse ungern den Geist des meinigen; aber sein Charakter tröstet mich über seinen Verlust.“ Maupertuis kehrte im Herbst nach Berlin zurück.
1756 zog Maupertuis nach Basel. Dort starb er 1759 im Haus von Johann II Bernoulli. Da Maupertuis wünschte, dass er als Katholik nach den Riten seiner Konfession im katholischen Kanton Solothurn bestattet werde, der an den reformierten Kanton Basel grenzt, befindet sich seine Grabstätte in der St. Mauritiuskirche in Dornach.
Auf Friedrichs Reiterdenkmal von 1851 ist Maupertuis als bedeutender Wissenschaftler erwähnt, dem die Organisation der preußischen Akademie zur Zufriedenheit des Herrschers gelang.
Sein schwieriger Charakter, der u. a. auf seine Erziehung und die Verwöhnung durch seine Mutter zurückgeführt wird, die ihren Sohn weniger geliebt als vergöttert haben soll, führte während seines Lebens zu zahlreichen Auseinandersetzungen.
Der Mondkrater Maupertuis und der Asteroid (3281) Maupertuis sind nach ihm benannt.

## Beiträge zur Biologie und Vererbungstheorie
Maupertuis war nicht nur ein ein profunder Kenner der Theorien Newtons und Leibniz‘, sondern auch einer der wenigen Naturforscher seiner Zeit, die sich früh mit den Grenzen des physikalischen Determinismus für die Erklärung biologischer Phänomene auseinandersetzten. In bewusster Abgrenzung zum Präformismus, zum Newtonschen Determinismus aussprach, sowie zum theologischen Kreationismus integrierte Maupertuis leibnizianische Konzepte in sein naturphilosophisches Denken. Über ihn und Émilie du Châtelet wirkten diese Ideen auch auf Georges-Louis Leclerc de Buffon ein.
Ein Schlüsselmoment für Maupertuis’ Hinwendung zur Vererbungslehre war die Präsentation eines als „weißer Neger“ bezeichneten Menschen. In der Folge widmete er sich intensiv der Frage erblicher Variationen und wurde damit zu einem Vorläufer der modernen Genetik. Die beobachtbare Vielfalt des Lebendigen erschien ihm zu groß, um Ergebnis einer geplanten Schöpfung zu sein.
Ob Maupertuis religiös war, bleibt unklar. Seine Position schwankte zwischen Deismus und materialistisch geprägtem Naturalismus. In Auseinandersetzung mit der Newtonschen Physik entwickelte er eine proto-evolutionäre Theorie, die Parallelen zum späteren Mutationismus Hugo de Vries’ aufweist. Er nahm an, dass erste Lebewesen durch spontane Kombination unbelebter Materie entstanden; ein Gedanke, der bereits in der Antike, etwa bei Lukrez, formuliert wurde. Die Erfindung des Mikroskops erlaubte die Wahrnehmung kleinster, bis dahin unbekannter Organismen, die die Grenzen zwischen lebender und toter Materie verwischten und Grund zur Annahme der spontanen Erschaffung des Lebens aus zufälligen Kombinationen toter Materie gaben. Lange Zeit glaubte man, dass mikroskopische Organismen, vor allem Aufgusstierchen, aus toter Materie erschaffen werden konnten. Auf Grundlage dieser Überlegungen postulierte Maupertuis, dass durch spontane Mutationen und Kreuzungen neue Arten entstehen konnten. Die Selektion besonders schwacher oder fehlerhafter Varianten verstand er als eliminierenden Mechanismus, jedoch ohne ein Konzept natürlicher Selektion im Sinne Darwins zu formulieren.
In seinem Werk Systeme de la nature ou Essai sur les corps organisés (zunächst in lateinischer Sprache 1751 als Dissertatio inauguralis metaphysica de universali naturae systemate, unter dem Pseudonym Dr. Baumann publiziert) verband er seine biologischen Theorien mit metaphysischen Annahmen der Monadenlehre. Dabei ging er davon aus, dass bereits Moleküle mit geistartigen Eigenschaften ausgestattet seien. Anhand einer Berliner Familie mit erblich auftretender Polydaktylie entwickelte Maupertuis ein einfaches probabilistisches Modell, das den rein zufälligen Ursprung des Merkmals ausschloss und somit auf Vererbbarkeit schließen ließ; ein bemerkenswerter Schritt hin zu einer quantitativen Erblichkeitsforschung (Pierre-Louis Moreau de Maupertuis – Mathematische Studie zur Vererbung von Polydaktylie).
Trotz seiner Annahme spontan neu entstehender Arten hielt Maupertuis an einem taxonomischen Essentialismus fest: Jede durch charakteristische Merkmale unterscheidbare Spezies wurde als eigenständige Einheit betrachtet. Die Vorstellung einer allmählichen Anpassung durch Selektion der am besten angepassten Individuen blieb ihm fremd.

## Werke (Auswahl)

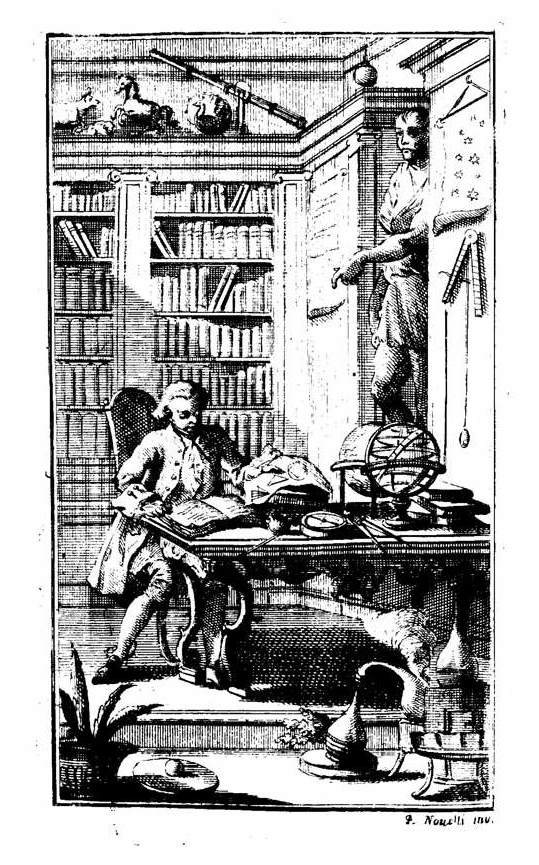
Maupertuis Opere. Lettere e carteggi, 1760 (italienische Ausgabe)

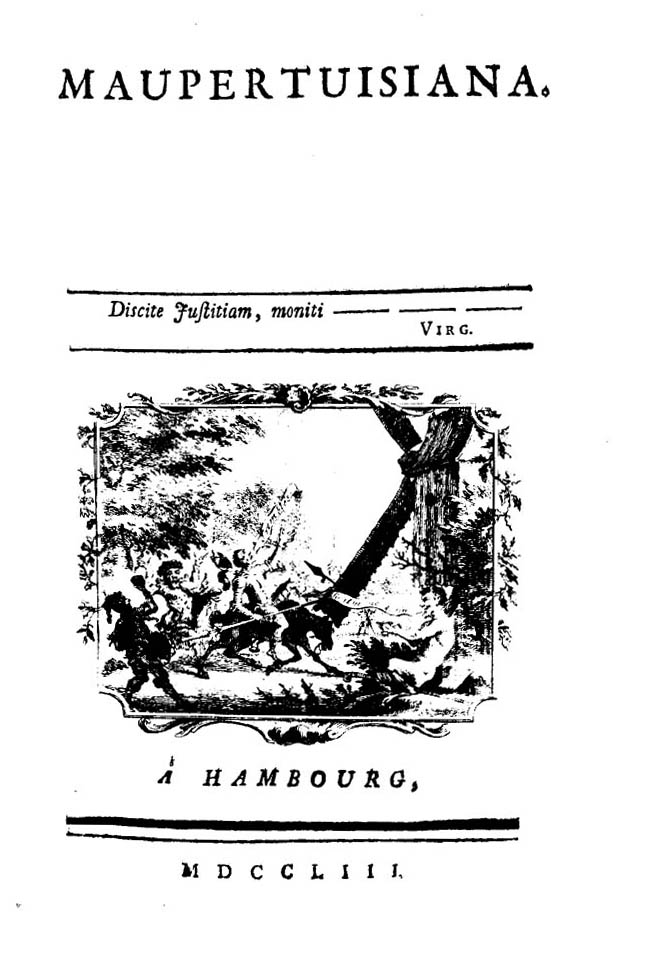
Voltaire, Maupertuisiana, 1753

Zu seinen wichtigsten Arbeiten gehören:
- Système de la nature ou Essai sur les corps organisés. („Vom universellen System der Natur oder Essay über die organischen Körper“, 1751)
- Sur la figure de la terre („Über die Form der Erde“, Paris, 1738 bzw. Zürich 1741)
- Discours sur la parallaxe de la lune („Diskurs über die Parallaxe des Mondes“, Paris, 1741)
- Discours sur la figure des astres („Diskurs über die Sternbilder“, Paris, 1732)
- Éléments de la géographie („Elemente der Geographie“, Paris, 1742)
- Lettre sur la comète de 1742 („Brief über den Kometen von 1742“, Paris, 1742)
- Dissertation physique à l’occasion du nègre blanc („Physikalischer Aufsatz anlässlich des weißen Negers“, anonym, Lyon 1744); 2. Auflage. mit Nennung des Autors unter dem Titel Vénus physique (Paris, 1745)
- Astronomie nautique („Nautische Astronomie“, Paris, 1745 and 1746)
- Essai de cosmologie („Essay über Kosmologie“, Amsterdam, 1750); darin enthalten Das Prinzip der kleinsten Wirkung (Übersetzung aus Essai de Cosmologie), Samburski 1975
- Les Œuvres de Pierre Louis Moreau de Maupertuis (1752)
- Lettres De Monsieur De Maupertuis. 1753 (Digitalisat)
- Essai sur la formation des corps organisés (1754)